# Lo spazio dell'incontro. Percorsi nella complessità
Lo spazio dell’incontro. Percorsi nella complessità è un’opera dell’antropologa italiana Matilde Callari Galli, pubblicato per la prima volta nel 1996. 

## Contenuto
Nel mondo contemporaneo è in atto un grande mutamento culturale ed emerge il bisogno di fare cadere molte barriere tradizionali e dicotomie tipiche della cultura occidentale. 
C’è bisogno di dar corpo ad una cultura non dell’opposizione ma dell’incontro. Quello che si viene a delineare è uno spazio di differenze, di complessità, di relativismo culturale, ma anche di unità e universalità che si costruisce attraverso l’educazione.
È compito dell’educazione, a partire dalla scuola, liberare dagli stereotipi e allenare al pensiero critico, al confronto, al dialogo, allo spazio dell’incontro senza il quale le generazioni future saranno condannate alla conflittualità permanente e forse alla distruzione del pianeta Terra.

## Edizioni
- Matilde Callari Galli, Lo spazio del’incontro, Percorsi nella complessità, Meltemi Editore, 1996